# Коромандел (півострів)
Коромандел (англ. Coromandel Peninsula) — півострів острова Північний (Нова Зеландія).

## Опис
Видається в океан приблизно на 85 км, знаходиться між затоками Хауракі і Ферт-оф-Темс (англ. Firth of Thames), ширина не перевищує 40 км. Найбільше місто держави, Окленд, розташоване за 42 км на захід, і в ясну погоду його видно з крайньої західної точки півострова.
Рельєф — пагорби, вкриті вологими субтропічними лісами, берега обривисті. Хребет Коромандел у найвищій точці досягає майже 900 м над рівнем моря і є геологічним продовженням острова Грейт-Барр'єр. Незважаючи на близькість до таких великих міст, як-от Окленд і Тауранга, півострів залишається практично незаселеним, зарослим природним густим лісом.
Півострів оточують групи невеликих островів: Мотукавао (англ. Motukawao Islands), Алдерман (англ. Alderman Islands), Сліппер (англ. Slipper Island) та Меркьюрі.
Півострів знаходиться поблизу Оклендського вулканічного поля. Виявлені сліди бурхливої вулканічної активності в міоцені та пліоцені. Відтоді активність змістилася в зону Таупо, хоча останнім часом виверження були зафіксовані за 25 км від півострова на острові Мер. На пляжі Хот-Вотер (англ. Hot Water Beach) (центр східного узбережжя) діють геотермальні джерела.

## Населення
Основне населення півострова проживає в невеликих селищах в південно-західній і південно-східній частинах півострова, лише п'ять із них мають населення понад 1000 осіб.
Півострів є місцем проведення дозвілля хіпі і представниками субкультур, що вважають за краще альтернативний стиль життя: | за екологію та назад до природи.

## Промисловість та пам'ятки
Раніше на півострові добували золото (більшість шахт законсервовано в 1980-х, станом на 2009 рік залишилася лише одна діюча) і заготовляли деревину каурі, нині він є одним з улюблених місць екотуристів, зайнятий незайманим лісом, що займає більшу центральну частину півострова, затишними пляжами та прекрасними пейзажами. Також гідами активно мусується легенда про місцевого «родича» снігової людини, Мохо (англ. Moehau), який нібито живе на пагорбах півострова.

## Цікаві факти
Цей півострів по 37-й паралелі перетинають герої роману Жуля Верна «Діти капітана Гранта».

## Галерея

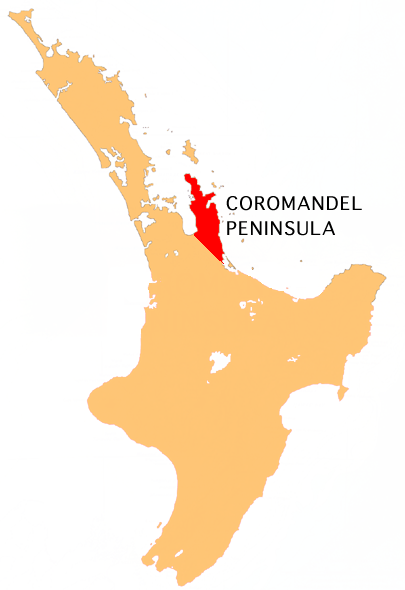
Півострів на карті острова Північний
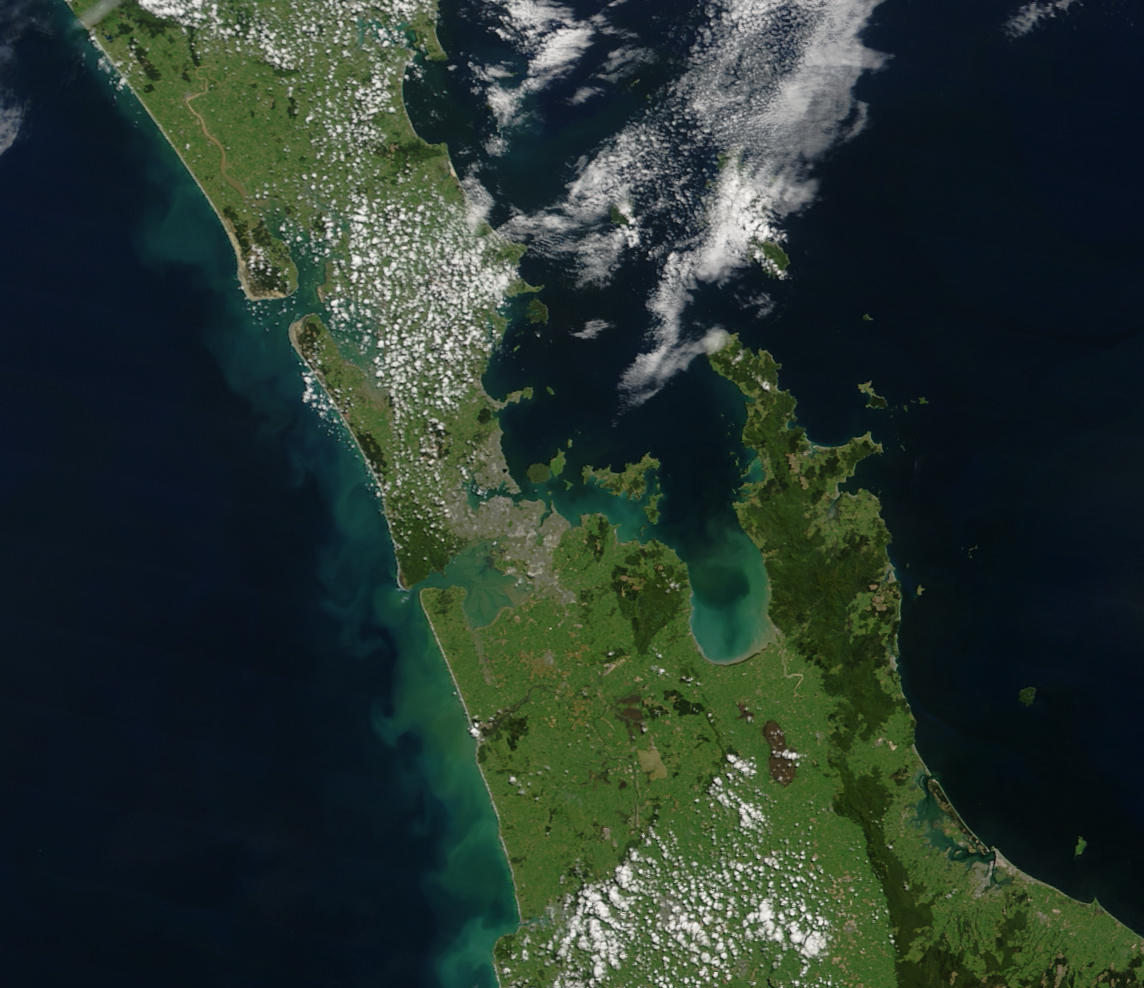
Півострів на знімку з космосу (праворуч)
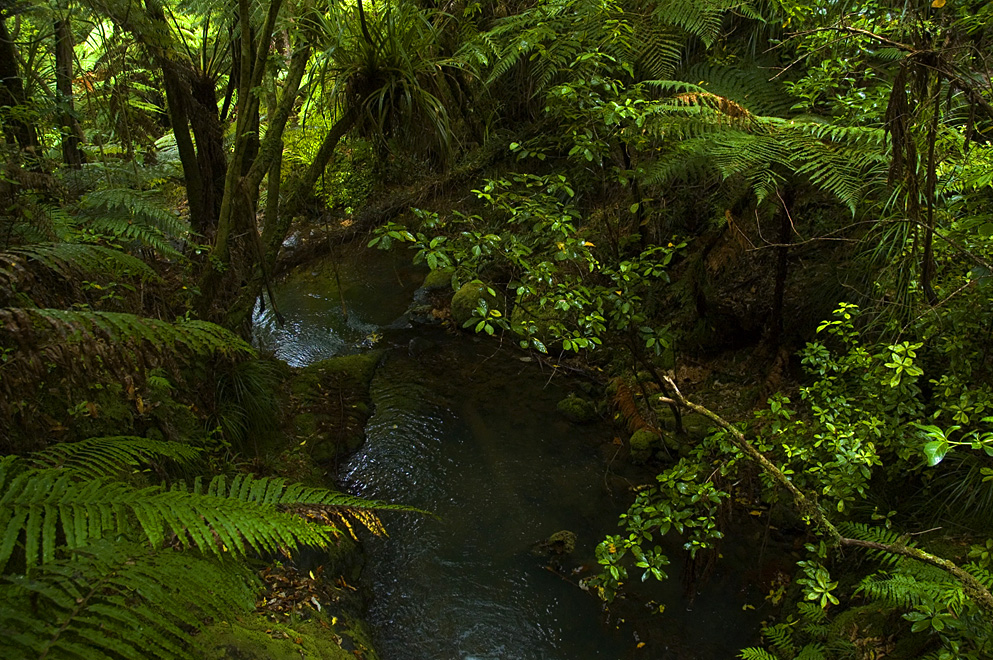
Ліси на півострові
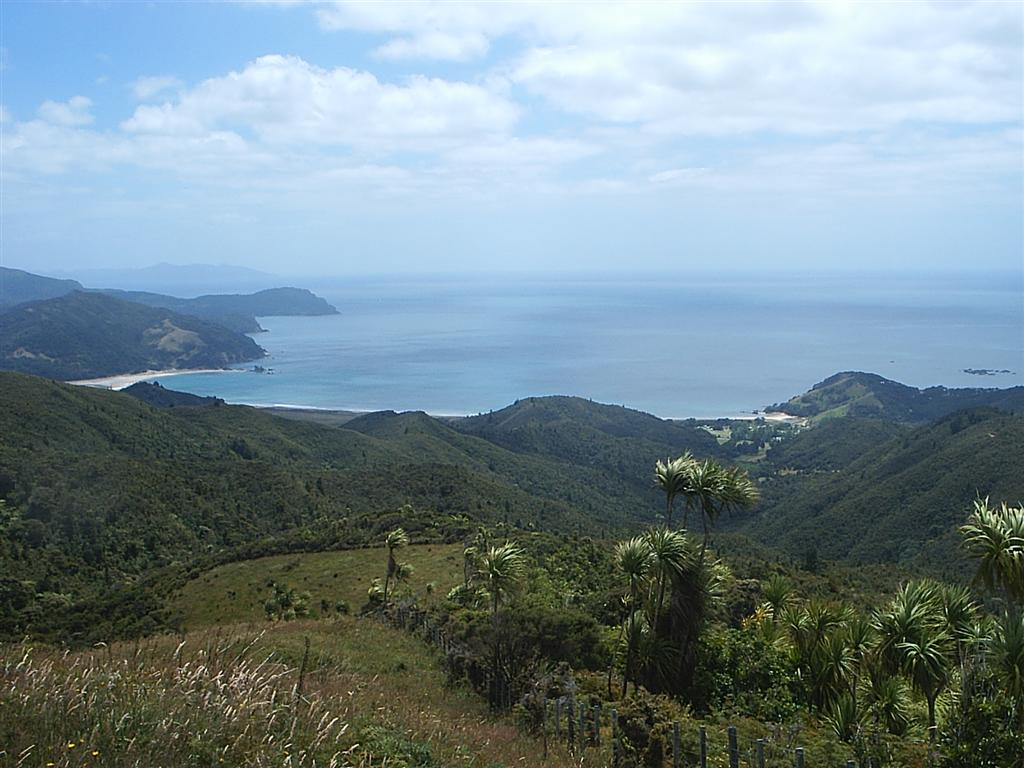
Затока Ваїкауау
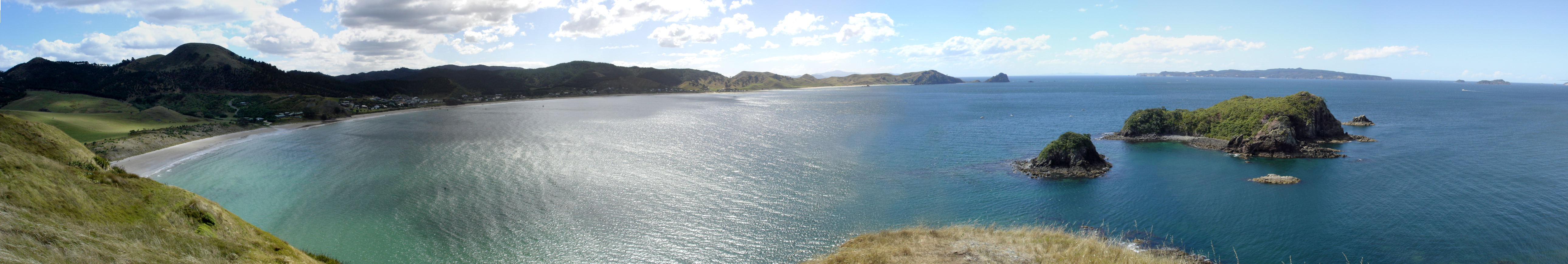
Затока Опіто